# Кужа-Ґура
Кужа-Ґура (пол. Kurza Góra, нім. Kurzberg) — село в Польщі, у гміні Косцян Косцянського повіту Великопольського воєводства.
Населення — 880 осіб (2011).
У 1975-1998 роках село належало до Лешненського воєводства.

## Демографія
Демографічна структура станом на 31 березня 2011 року:
|          | Загалом | Допрацездатний вік | Працездатний вік | Постпрацездатний вік |
| -------- | ------- | ------------------ | ---------------- | -------------------- |
| Чоловіки | 445     | 101                | 309              | 35                   |
| Жінки    | 435     | 77                 | 279              | 79                   |
| Разом    | 880     | 178                | 588              | 114                  |